# Phyllolabis kumpa
Phyllolabis kumpa is een tweevleugelige uit de familie steltmuggen (Limoniidae). De soort komt voor in het Oriëntaals gebied.